# Alismatidae
Sous-classe
Classification APG II (2003)
Classification APG III (2009)
Classification APG IV (2016)
Les Alismatidae sont une sous-classe de plantes monocotylédones.
En classification classique de Cronquist (1981) elle est divisée en quatre ordres :
- Alismatales
- Hydrocharitales
- Najadales
- Triuridales

En classification phylogénétique APG II (2003), en classification phylogénétique APG III (2009) et en classification phylogénétique APG IV (2016) cette sous-classe n'existe pas. La plupart de ces plantes sont assignées à l'ordre des Alismatales.